# Skyline (альбом)
Skyline — седьмой студийный альбом французского композитора Яна Тирсена, записанный им и его командой в Сан-Франциско, а также в Париже и на острове возле Бреста — родине музыканта. Издан в 2011 году. В записи принимал участие Кен Томас, звукорежиссер, который работал с такими музыкантами как Sigur Ros и группой Psychic TV, а также с Дэвидом Боуи.

## Об альбоме

### Предрелизная кампания
В июле 2011 года студия Mute Records выложила на YouTube клип с композицией «Monuments», сделанный в виде мультфильма, но рассказывающий совсем не о детских вещах. Композиция в клипе показывала слушателям общее настроение будущего альбома, и оно было более позитивным, чем настроение вышедшего в 2010 году Dust Lane.
В начале октября на музыкальном хостинге SoundCloud были выложены все треки альбома, предназначенные для ознакомительного прослушивания, и доступными они были всего три дня.
Непосредственно перед релизом альбома стал доступен его предзаказ на официальном сайте Яна. Первые сто человек, предзаказавшие специальное издание альбома в виде бокс-сета получали автограф музыканта внутри.
Первыми обо всех предрелизных событиях узнавали участники почтовой рассылки, организованной официальным сайтом Яна.

## Синглы «I’m Gonna Live Anyhow» и «Monuments»
Помимо основного альбома, перед ним вышли два сингла на 7-дюймовом виниле.

### «Monuments»
Сингл вышел 8 августа 2011 года. На нём находится непосредственно композиция «Monuments», в которой автор хочет показать, что мы, умирая, оставляем следы после себя, но все они все равно тонут в пучине времени напрасно. Помимо этого, в сингл вошла композиция «Love me», нерелизная версия песни «Fuck me» из альбома Dust Lane.
Примечательно, что подписчикам рассылки официального сайта предзаказ сингла стоил на 10 % дешевле.

### «I’m Gonna Live Anyhow»
Сингл вышел 10 октября 2011 года. Основная композиция появилась на свет под вдохновением от Алана Ломакса и его альбома 1959 года «I’m Gonna Live Until I Die». Ян поет о минутных моментах счастья, которые делают его живым. Помимо основной песни, в альбом вошла инструментальная композиция «Vanishing Point», сотканная из семплов и мелодий из композиций со всего альбома Skyline.

## Релиз альбома
За три дня перед выходом альбома в Лондоне стартовал концертный тур в его поддержку.
Альбом вышел в трех форматах. Эксклюзивный бокс-сет, внутри которого помимо винила и диска находится футболка с логотипом, арт-бук с фотографиями, иллюстрирующими работу над альбомом и А4-постер на стену, а также обычная виниловая пластинка и СD-диск.

## Список композиций
1. «Another Shore» — 04:55
2. «I’m Gonna Live Anyhow» — 03:49
3. «Monuments» — 03:54
4. «The Gutter» — 04:03
5. «Exit 25 Block 20» — 03:28
6. «Hesitation Wound» — 04:12
7. «The Trial» — 05:57
8. «Vanishing Point» — 04:10